# Mouloudia Club de Oujda
Pour le club de rugby, voir Mouloudia Club d'Oujda (rugby à XV).
Pour les articles homonymes, voir Mouloudia Club et Oujda.
Maillots
Actualités
Le Mouloudia Club d'Oujda (en arabe : نادي مولودية وجدة), plus couramment abrégé en MCO, est un club marocain de football fondé le 1er mai 1945 et basé dans la ville d'Oujda.

## Histoire

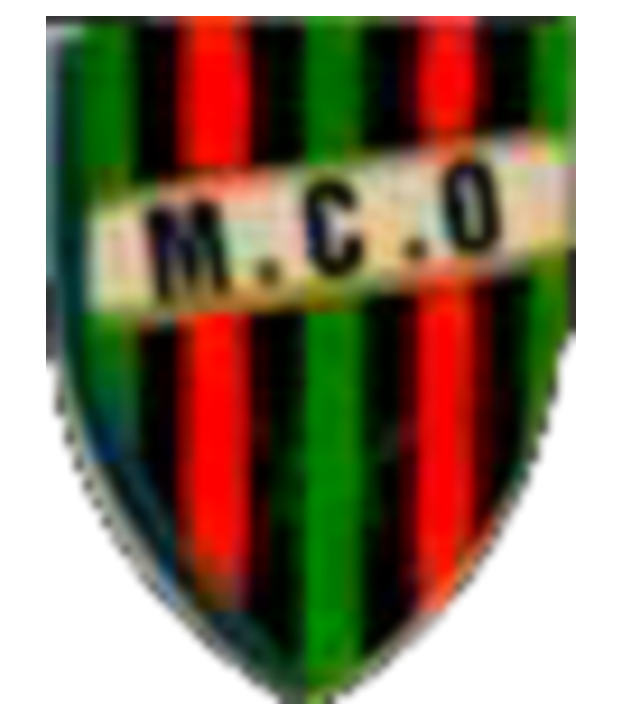
Premier logo du club, créé en 1945.

C'est en empire chérifien, pendant le protectorat francais, alors que le MCO voit le jour en 1945, créé par des marocains musulmans et juifs et des franco-algériens, menés à leur tête par le président-fondateur (selon les sources et les statuts de l'association) le franco-algérien feu Bencheikh,. 
À sa création, le MCO est considéré - autant par ses fondateurs que par ses supporters - comme une structure sportive permettant d'affirmer son identité et son nationalisme face au protectorat.
C'est durant la saison 1949-50 que le MCO réussit la montée en Division Honneur après avoir remporté le championnat de Pré-honneur. Le club a eu l'occasion de participer plusieurs fois à la Coupe d'Afrique du Nord. La plus grande défaite de l'équipe du Mouloudia était contre HUSA en 1998 (8-1) et contre ASS Essaouira en 1974 (7-0).
De son prestige, il a fait des beaux résultats dans plusieurs confrontations amicales, comme sa victoire devant l'USM Oran le 26 août 1952 sur le score de 2 buts à zéro.
Champion du Maroc en 1975 et vainqueur de quatre coupes du trône et d'une supercoupe marocaine, le MCO a connu par la suite de mauvaises saisons après avoir quitté l'élite du football marocain.
Le 29 avril 2018, le MCO réussit à arracher le ticket lui assurant une place parmi les clubs de la 1re division, après la victoire sur la pelouse de l’Union Sidi Kacem (2-0). Ce match s'est joué à Rabat et plus précisément au stade Ahmed Achoud. L'Union Sidi Kacem, 8e au classement affrontait le Mouloudia d’Oujda classé première.

## Organisation

### Entraîneurs
- 2014-2015 : Hassan Oughni ;
- 2015-2016 : Azzedine Ait Djoudi ;
- 2016-2019 : Aziz Karkach ;
- 2019-2020 : Abdelhak Benchikha;
- 2020-2021 : Bernard Casoni;
- 2021-2022 : Nabil Neghiz / Hilal Ettair / Mounir Jaouani
- 2022-2023 : Mounir Jaouani / Omar Najhi
- 2023-2024 : Faouzi Jamal
- 2024-2025 : Mohamed Ben Messaoud [7]

## Infrastructure

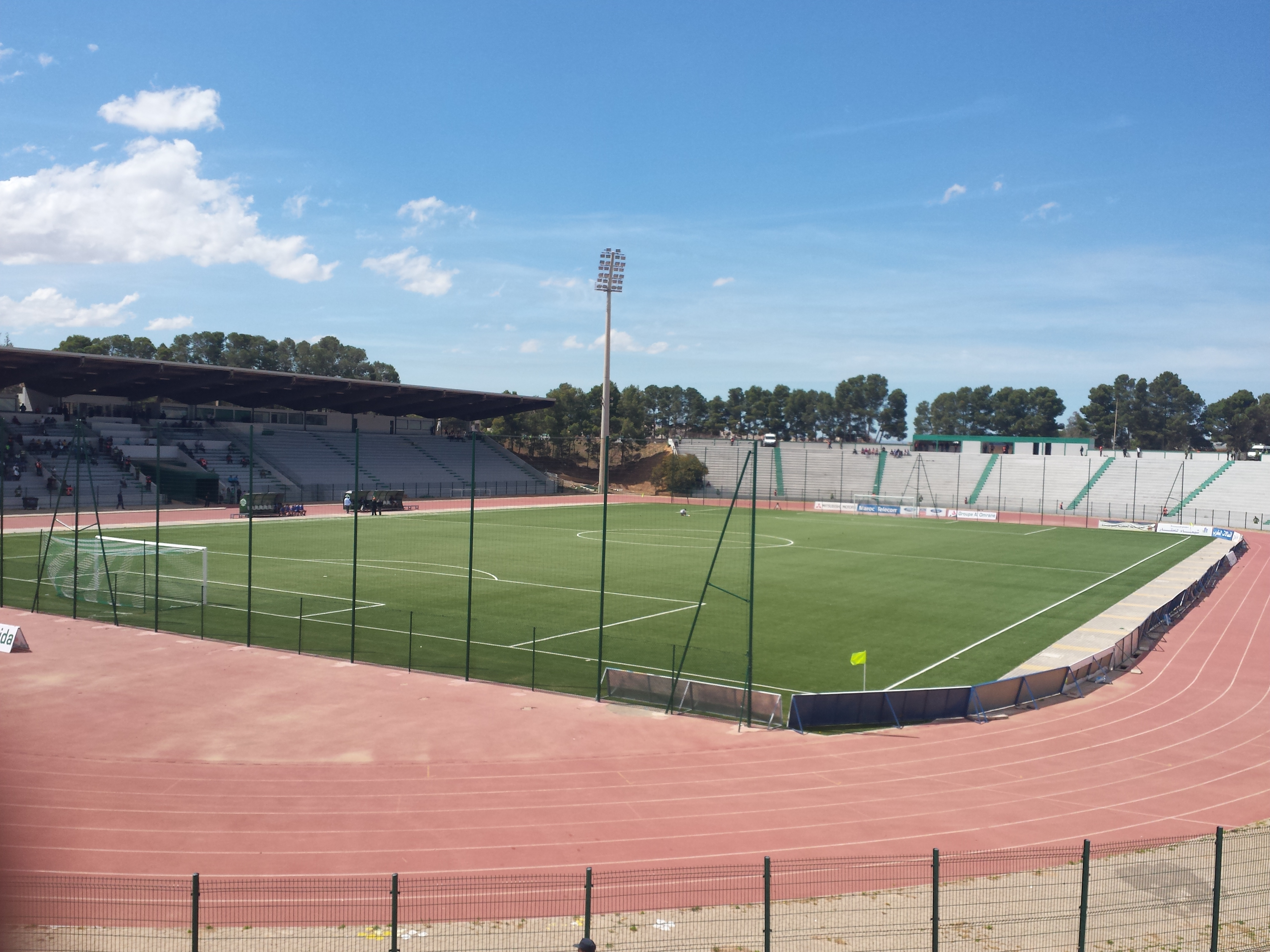
Stade d'honneur d'Oujda, 2016.

Le stade d'Honneur d'Oujda a été construit en 1977 spécialement pour le club MC Oujda. Il avait auparavant une capacité de 35.000 places avec 30 % de sièges couverts. Il est équipé d'une pelouse naturelle depuis 2017. Il a notamment abrité le match opposant l'équipe nationale marocaine A à la sélection Libyenne.
Le Stade d’Honneur de la ville d’Oujda, qui a connu pendant plusieurs mois d’importants travaux de mise à niveau, est désormais prêt pour accueillir les matchs du Mouloudia Club d’Oujda (MCO) au titre de la saison 2019-2020. Le projet d’aménagement et de rénovation du Stade d’Honneur de la capitale de l’Oriental, d’une capacité d’accueil de plus de 17.000 places, a été mené dans le cadre d’un partenariat entre le ministère de la Jeunesse et des sports, la Fédération Royale marocaine de football (FRMF) et la wilaya de la région de l’Oriental.
L’annonce de la fin des travaux de mise à niveau a été faite lors de la visite effectuée, mercredi, au stade et ses différentes dépendances par le wali de la région de l’Oriental et gouverneur de la préfecture d’Oujda-Angad, Mouad El Jamaï, en présence notamment du président du MCO, du directeur régional de la Jeunesse et des sports et de représentants des entreprises engagées dans ce projet. Les différents partenaires de ce projet se sont réjouis, à cette occasion, de l’achèvement des travaux dans les délais impartis, affirmant que la mobilisation et les efforts déployés dans ce sens ont permis de doter la ville d’Oujda d’un stade qui répond aux normes requises et aux attentes des sportifs de la région de l’Oriental.

## Palmarès
National
- Botola Pro1 (1) :
  - Champion : 1974/75
  - Vice-champion : 1957/58 et 1976/77

- Coupe du Maroc (4) :
  - Vainqueur : 1957, 1958, 1960 et 1962
  - Finaliste : 1959

- Supercoupe du Maroc (1) :
  - Vainqueur : 1958
  - Finaliste : 1957, 1960 et 1975

- Botola Pro2 (4) :
  - Champion : 1949/50, 1992/93, 2002/03 et 2017/18
  - Vice-champion : 2014/15

- Botola Amateurs1 (1) :
  - Champion : 1947/48

- Championnat de Promotion (Groupe Oriental) (1) :
  - Champion : 1947/48

International
- International Coupe Mohammed-V : 3e, 1975

Amical
- Coupe Rizzo (1) : Vainqueur, 1949

- Tournoi de Pentecôte (1) : Vainqueur, 1949

- Coupe Toto-foot (1) : Vainqueur, 1963

### Historique du club
Historique du club en 1re division
- 1950/51 : 5e ;
- 1951/52 : 7e ;
- 1952/53 : 5e ;
- 1953/54 : 8e ;
- 1954/55 : 5e ;
- 1955/56 : Édition arrêtée
- 1956/57 : 3e ;
- 1957/58 :	6e ;
- 1958/59 :	3e ;
- 1959/60 :	6e ;
- 1960/61 : 4e ;
- 1961/62 : 3e ;
- 1962/63 : 12e ;
- 1963/64 : 4e ;
- 1964/65 : 11e ;
- 1965/66 : 9e ;
- 1966/67 : 8e ;
- 1967/68 : 6e ;
- 1968/69 : 7e ;
- 1969/70 : 11e ;
- 1970/71 : 13e ;
- 1971/72 : 8e ;
- 1972/73 : 8e ;
- 1973/74 : 4e ;
- 1974/75 :	Champion ;
- 1975/76 : 11e ;
- 1976/77 :	2e ;
- 1977/78 : 12e ;
- 1978/79 :	4e ;
- 1979/80 : 7e ;
- 1980/81 : 7e ;
- 1981/82 : 14e ;
- 1982/83 : 12e ;
- 1983/84 : 7e ;
- 1984/85 : 5e ;
- 1985/86 : 16e
- 1986/87 : 5e groupe A (non qualifié aux playoff) ;
- 1987/88 :	17e (relégation en 2e division) ;
- 1992/93 :	5e ;
- 1993/94 : 5e ;
- 1994/95 :	12e ;
- 1995/96 :	14e ;
- 1996/97 :	8e ;
- 1997/98 :	10e ;
- 1998/99 :	16e (relégation en 2e division) ;
- 2003/04 :	7e ;
- 2004/05 :	13e ;
- 2005/06 : 11e ;
- 2006/07 : 10e ;
- 2007/08 : 14e ;
- 2008/09 : 15e (relégation en 2e division) ;
- 2015/16 : 15e (relégation en 2e division) ;
- 2018/19 : 12e ;
- 2019/20 : 5e ;
- 2020/21 : 5e ;
- 2021/22 : 14e ;
- 2022/23 : 11e ;
- 2023/24 : 15e (relégation en 2e division) ;

Historique du club en 2e division
- 1948/49 : 4e ;
- 1949/50 : Champion (promotion en 1re division) ;
- 1988/89 : ? ;
- 1989/90 : ? ;
- 1990/91 : ? ;
- 1991/92 : Champion (promotion en 1re division) ;
- 1999/00 : ? ;
- 2000/01 : 9e ;
- 2001/02 : 6e ;
- 2002/03 : Vice-champion (promotion en 1re division) ;
- 2009/10 : 11e ;
- 2010/11 : 6e ;
- 2011/12 : 9e ;
- 2012/13 : 4e ;
- 2013/14 : 10e ;
- 2014/15 : Vice-champion (promotion en 1re division) ;
- 2016/17 : 4e ;
- 2017/18 : Champion (promotion en 1re division).

Historique du club en 3e division
- 1945/46 : 5e ;
- 1946/47 : 3e ;
- 1947/48 : Champion (promotion en 2e division).

## Personnalités du club

### Présidents du club
Le Club a connu, depuis sa création, une stabilité relative au niveau de son administration. Ainsi, en soixante années d'existence, le Mouloudia fut successivement présidé par :
- 1946-1948 : Mohamed Bencheikh ;
- 1948-1949 : Sebti Abdellatif ;
- 1949-1988 : Belhachmi Mostafa ;
- 1988-1989 et 1992-1993 : Benchaou Belkacem ;
- 1989-1992 : Belahbib Abdelhamid ;
- 1993-1995 : Lehbil Najem ;
- 1995-1996 : El Hebil Abdelmalek ;
- 1996-1999 : Kaouachi Mohammed ;
- 1999-2011 : Lehmami Mohammed ;
- 2011-2017 : Bensaria Khalid ;
- 2017-2023: Houar Mohammed ;
- 2024-Present: Ziani Madani[8].

### Anciens entraîneurs
- Mohamed Yamani Ngadi ;
- Mahieddine Khalef (1993-1997)
- Meziane Ighil ;
- Abdelkrim Benyelles ;
- Aziz Kerkache ;
- Mohamed Ben Brahim (El Chibani) ;
- Ion Motroc ;
- Ryszard Kulesza ;
- Azzedine Ait Djoudi( 2004-2005)
- Mohamed Derdouri ;
- Raoul Savoy ;
- Hassan Regragui ;
- Abdelmalek El Aziz ;
- Mohamed Tejjini ;
- Mohamed Morsli ;
- Faouzi Jamal.
- Hassan Oughni
- Sid-Ahmed Slimani
- Mustapha Biskri
- Mohamed Henkouche
- Abdellah Mecheri
- Abdelkader sennour( 1998)

### Anciens joueurs
- Kamal Smiri ;
- Faouzi Jamal ;
- Zakaria Zerouali ;
- Rachid Neqrouz ;
- Mohamed Berrabeh ;
- Soufiane Benrabah ;

- Hassan Alla ;
- Khalid Lebhij ;
- Ahmed Rahmani ;
- Jamal Harkass ;
- Karim El Hany ;
- Ayoub Qasmi ;
- Ismail Khafi ;
- Ali Mezouad 1992-1996
- Rakad El Hadj 1993-1997

Filali mohamed
Filali mbarek
Ahmed koulouch
Mostafa mbasso